# José Luiz Majella Delgado
José Luiz Majella Delgado C.SS.R. (ur. 19 października 1953 w Juiz de Fora) – brazylijski duchowny katolicki, arcybiskup Pouso Alegre od 2014.

## Życiorys
14 marca 1981 otrzymał święcenia kapłańskie w zakonie redemptorystów. Pracował jako duszpasterz zakonnych parafii oraz jako przełożony placówek formacyjnych dla przyszłych redemptorystów. W 2007 został podsekretarzem pomocniczym brazylijskiej Konferencji Episkopatu.
16 grudnia 2009 został mianowany biskupem diecezji Jataí. Sakry biskupiej udzielił mu 27 lutego 2010 ówczesny metropolita Mariany – arcybiskup Geraldo Lyrio Rocha.
28 maja 2014 papież Franciszek mianował go ordynariuszem archidiecezji Pouso Alegre.
Paliusz otrzymał z rąk papieża Franciszka w dniu 29 czerwca 2014.